# 南新町 (名古屋市)
南新町（みなみしんちょう）は、愛知県名古屋市中区の地名。

## 歴史

### 沿革
- 1871年（明治4年）9月29日 - 新町の一部により、南新町として成立[1]。
- 1878年（明治11年）12月20日 - 名古屋区成立に伴い、同区南新町となる[2]。
- 1889年（明治22年）10月1日 - 名古屋市成立に伴い、同市南新町となる[2]。
- 1907年（明治40年）7月15日 - 一部が新栄町に編入される[1]。
- 1908年（明治41年）4月1日 - 中区成立に伴い、同区南新町となる[2]。
- 1944年（昭和19年）2月11日 - 栄区成立に伴い、同区南新町となる[1]。
- 1945年（昭和20年）11月3日 - 栄区廃止に伴い、中区南新町となる[1]。
- 1969年（昭和44年）10月21日 - 住居表示実施に伴い、2丁目・3丁目が栄四丁目に編入される[1]。
- 1977年（昭和52年）10月23日 - 新栄一丁目に編入され消滅[2]。